# Малый Кожвож
Малый Кожвож (мар. Изи Кожвож) — деревня в Звениговском районе Республики Марий Эл. Входит в состав Кужмарского сельского поселения.

## География
Находится в южной части республики Марий Эл на расстоянии приблизительно 16 км по прямой на север от районного центра города Звенигово.

## История
Известна с 1872 года. Население деревни составляло 151 человек (1897 год), 162 (1923). В советское время работали колхозы «Волгыдо», имени Фрунзе, имени Карла Маркса и «Знамя».

## Население
Население составляло 56 человек (мари 100 %) в 2002 году, 73 в 2010.